# Conilurus penicillatus
Conilurus penicillatus är en däggdjursart som först beskrevs av Gould 1842.  Conilurus penicillatus ingår i släktet Conilurus och familjen råttdjur. IUCN kategoriserar arten globalt som nära hotad. Inga underarter finns listade i Catalogue of Life.
Arten når en vikt av cirka 150 g. Den har brunaktig päls på ovansidan och vitaktig päls på undersidan. Påfallande är den yviga bakre delen av svansen som oftast är svart. Det finns även exemplar med vit svansspets.
Denna gnagare förekommer i norra Australien och på södra Nya Guinea. En population lever i norra Western Australia och en annan population på Bentinck Island samt på mindre öar som ligger norr om delstaten Queensland. På fastlandet i norra Northern Territory är arten troligen utdöd. Conilurus penicillatus vistas i låglandet och i kulliga områden upp till 60 meter över havet. Habitatet utgörs av öppna skogar med eukalyptusträd och av grässavanner med några buskar.
Individerna klättrar ibland i växtligheten och vilar i trädens håligheter. De äter främst frön samt lite frukter, blad, gräs och ryggradslösa djur. Honor kan para sig flera gånger per år. Dräktigheten varar cirka 36 dagar och sedan föds en till fyra ungar, oftast tre.